# Lisa Stansfield
Lisa Jane Stansfield (Manchester, 11 de abril de 1966) é uma cantora britânica.

## Biografia
Aos onze anos, mudou-se com a família para a cidade de Rochdale, na Grande Manchester. A música sempre esteve presente em sua vida, sua mãe sempre colocava para as três filhas discos de Diana Ross, The Supremes, Marvin Gaye e Barry White. Desde pequena, Lisa costumava cantar pela casa.
A primeira experiência com um público não familiar foi aos catorze anos, quando participou de um concurso de talentos em uma TV local. Ela ganhou na categoria cantora e se apresentou no programa. Aos dezessete anos, formou a primeira banda, Blue Zone, com os colegas de escola Andy Morris e Ian Devaney. Eles compuseram algumas canções e gravaram uma demo para levar nas gravadoras da região.
A Rockin’ Horse Records, um selo pequeno de música indie, gostou e gravou o single "On Fire", mas um acidente queimou os discos e eles voltaram ao estúdio para gravar outro single, "Thinking About This Baby", com a canção "Big Think" no lado B. Uma rádio começou a tocar "Big Think" e ela se espalhou pelos clubes, o que fez o single vender dez mil cópias em uma semana. Andy e Ian faziam parte também de outra banda, a Coldcut, e decidiram unir as duas para gravar um novo single, "People Hold On", que chegou ao primeiro lugar da parada britânica.
Com a voz sexy e a soul music na alma, Lisa logo começou a chamar atenção e a Artista Records, que tinha comprado o selo Rockin’ Horse, decidiu contratá-la. Andy e Ian se tornaram seus instrumentistas, compositores e produtores. O disco de estreia, Affection, vendeu 4,5 milhões de cópias. Um dos motivos foi a canção "All Around the World", que esteve no topo das paradas em 1989 e garantiu, ainda, alguns prêmios, como o de melhor canção e de melhor artista revelação, entre eles, o Brit Award.
Em 1990, Lisa participou da gravação do disco Down In The Depths, de Cole Porter, com o objetivo de arrecadar fundos para a pesquisa da cura da AIDS. Em janeiro de 1991, ela esteve no Rock In Rio, onde se apresentou para cerca de 150 mil pessoas e durante o resto do ano, dedicou-se à produção de um novo disco. "Real Love" foi lançado no final de 1991 e conseguiu colocar quatro canções nas paradas.
Na mesma época, Lisa regravou "All Around the World" de maneira muito especial porque contou com a participação de um ídolo, Barry White, que ela ouvia desde pequena. A turnê internacional ocupou o resto do tempo de Lisa. O lançamento seguinte, em 1993, So Natural, também teve boa repercussão, mas só na Inglaterra. Ela ficou um bom tempo longe do estúdio, até voltar com força total em 1997, quando lançou Lisa Stansfield. O disco voltou a fazer sucesso mundialmente, graças às canções "The Real Thing", "Don’t Cry For Me", "People Hold On" e "I’m Leavin’".
Em 1998, ela estreou no cinema, no filme Swing, que conta a história de uma banda de jazz. Ela é uma das protagonistas, mas o filme não fez sucesso. A trilha sonora, porém, cantada por Lisa, chamou a atenção. No ano seguinte, estava nas prateleiras o novo disco, Face Up, que é puro soul.
Lisa ganhou também um rótulo de cantora romântica, já que parte de suas composições eram feitas juntamente com o marido e o músico, que sempre esteve presente na vida e carreira de Lisa, Ian Devaney. Lisa acumulou dez milhões de discos vendidos pelo mundo em pouco mais de dez anos de carreira.
A cantora ficou um tempo parada no final da década de 1990, mas em 2003 voltou para conquistar novos fãs e agradar aos fiéis. Ela lançou o disco Biography, com dezessete canções de sucessos da carreira. No ano seguinte, outra surpresa para os fãs: um projeto de relançamento da discografia completa da compositora. Os discos ganharam faixas adicionais e novo visual.

## Discografia

### Álbuns de estúdio
- 1989: Affection
- 1991: Real Love
- 1993: So Natural
- 1997: Lisa Stansfield
- 2001: Face Up
- 2004: The Moment
- 2014: Seven
- 2018: Deeper

### Compilações
- 1998: Lisa Stansfield - The Remix Album
- 2003: Biography - The Greatest Hits
- 2003: The Complete Collection

### Trilhas sonoras
- 1999: Swing